# Arthur Possing
Arthur Possing (* 1996 in Luxemburg) ist ein luxemburgischer Jazzmusiker (Piano, Komposition).

## Leben und Wirken
Possing, der in einer musikbegeisterten Familie aufwuchs, erhielt im Alter von sechs Jahren eine musikalische Früherziehung und begann, klassisches Schlagzeug zu lernen. Mit zehn Jahren erhielt er klassischen Klavierunterricht, unter anderem bei Jean Muller. Ab 2009 erhielt er eine zusätzliche Ausbildung am Jazzpiano bei Marc Mangen, ab 2011 am Vibraphon bei Guy Cabay. Nach Erlangungen der Hochschulreife 2016 absolvierte er ein Studium am Königlichen Konservatorium Brüssel bei Eric Legnini.
Possing gründete bereits 2013 sein Quartett mit Mitschülern. 2017 nahm er mit seinem neu formierten Quartett sein Debütalbum auf, das 2018 unter dem Titel Four Years auf dem Brüsseler Label Hypnote Records veröffentlicht und vom Publikum und der Presse gelobt wurde; es wurde 2018 mit einem Hit des französischen Magazins Couleurs Jazz ausgezeichnet. 2021 folgte wiederum mit eigenen Kompositionen bei Double Moon das Album Natural Flow, bei dem Polling sein Quartett teilweise um den Trompeter Thomas Mayade ergänzte. 2023 legte er sein Soloalbum ID:entity vor. Für sein Album Homes (2025) erweiterte der Luxemburger Possing sein Quartett um den aus Madagaskar stammenden Gitarristen Joel Rabesolo. Mit seinem Trio begleitet er zudem die Sängerin Claire Parsons.